# Gnamptopteryx perficita
Gnamptopteryx perficita är en fjärilsart som beskrevs av Walker 1858. Gnamptopteryx perficita ingår i släktet Gnamptopteryx och familjen mätare. Inga underarter finns listade i Catalogue of Life.